# Mr Musculo
Mr Muscle es una marca de limpiadores británica para superficie dura. Ha sido fabricado por S C. Johnson & Son, desde su compra de Drackett de Bristol-Myers Squibb en octubre de 1992. El producto original un limpiador de horno en aerosol estuvo desarrollado en Drackett en 1986.

## Limpiador de horno

### Historia
Los limpiadores de horno en el momento de la introducción (1986) eran generalmente similares a Reckitt & Colman Fácil-Fuera, la marca líder. Una base fuerte, como soda cáustica, atacaba la grasa por saponificación. Los surfactantes atacaron tanto la grasa como los derrames de alimentos. Puede haber un abrasivo presente para ayudar fregar el horno. El producto funcionó mejor si el horno estaba caliente, aunque trabajar en un espacio bastante cercano con humo de limpiadores de horno caliente era bastante desagradable.[cita requerida]
Los fabricantes de electrodomésticos ofrecieron hornos de limpieza continua, que tenían un revestimiento especial. Los consumidores, sin embargo, descubrieron que estos hornos rara vez eran limpiados por el proceso. Además, el uso complementario de limpiadores químicos destruyó el recubrimiento especial que permitió el funcionamiento continuo de la limpieza.
A continuación, los fabricantes ofrecieron hornos autolimpiables, que permiten que el horno funcione a una temperatura especial alta, quemando efectivamente los residuos de alimentos en cenizas. Los primeros hornos de autolimpieza no fueron del todo satisfactorios. En el peor de los casos, dejaron carbón pegado a las superficies del horno. En el mejor de los casos, dejaron residuos de carbón en el piso del horno. [cita requerida]
La leyenda de la industria dice que los investigadores de Drackett, mientras intentaban encontrar un limpiador de horno frío, descubrieron que el amoniaco plastificaría los derrames de alimentos, lo que facilitaría su eliminación. Esto llevó horas, sin embargo, durante ese período el amoniaco se evaporaría, deteniendo el proceso. Buscando un químico menos volátil con las características generales del amoniaco, encontraron que la monoetanolamina tenía propiedades similares.[cita requerida]

### Controversia
En septiembre de 1994, hubo cierta controversia con respecto al Mr Muscle, después de quejas sobre la potencia de los productos de limpieza dentro del producto, que se consideraron innecesariamente altos y de un nivel que podría conducir a posibles problemas de salud. 
El Departamento de Salud y Servicios Humanos de los Estados Unidos (HHS, por sus siglas en inglés), que enumera la información del producto del hogar para la salud y la seguridad, enumera la información de Salud y Efectos tomada de la etiqueta del producto de Mr Muscle o la Hoja de Datos de Seguridad del Material (MSDS) preparada por el fabricante del producto. Mr Muscle está calificado como una escala 3 (grave) para la salud y un 4 (grave) para la inflamabilidad

## Otros limpiadores de superficie duras
La marca incluye otros limpiadores de superficies duras. Los productos incluyen la limpieza de baños e inodoros, limpiadores de vidrios y superficies, limpiadores y pulidores de pisos, limpiadores y desengrasantes de cocina, y más. Estos productos se venden en Europa, Asia, América Latina y África bajo las marcas Mr Muscle o Mr. Músculo. S. C. Johnson también vende productos similares en otras partes del mundo bajo las marcas Duck and Scrubbing Bubbles.